# Slavko Dragovan
Slavko Dragovan, slovenski politik, poslanec, agronom in kmet,  * 21. februar 1967, Novo mesto (Slovenija).
Leta 1982 je diplomiral na višji agronomski šoli v Mariboru. Na volitvah v zbor občin, ki so potekale 8. ter 22. aprila 1990 je kandidiral na listi Slovenske kmečke zveze ter bil tudi izvoljen. Med letoma 1998 in 2006 je bil župan Občine Metlika.
Slavko Dragovan živi z družino na svoji kmetiji v vasi Svržaki pri Metliki.